# Wilhelm Denicke

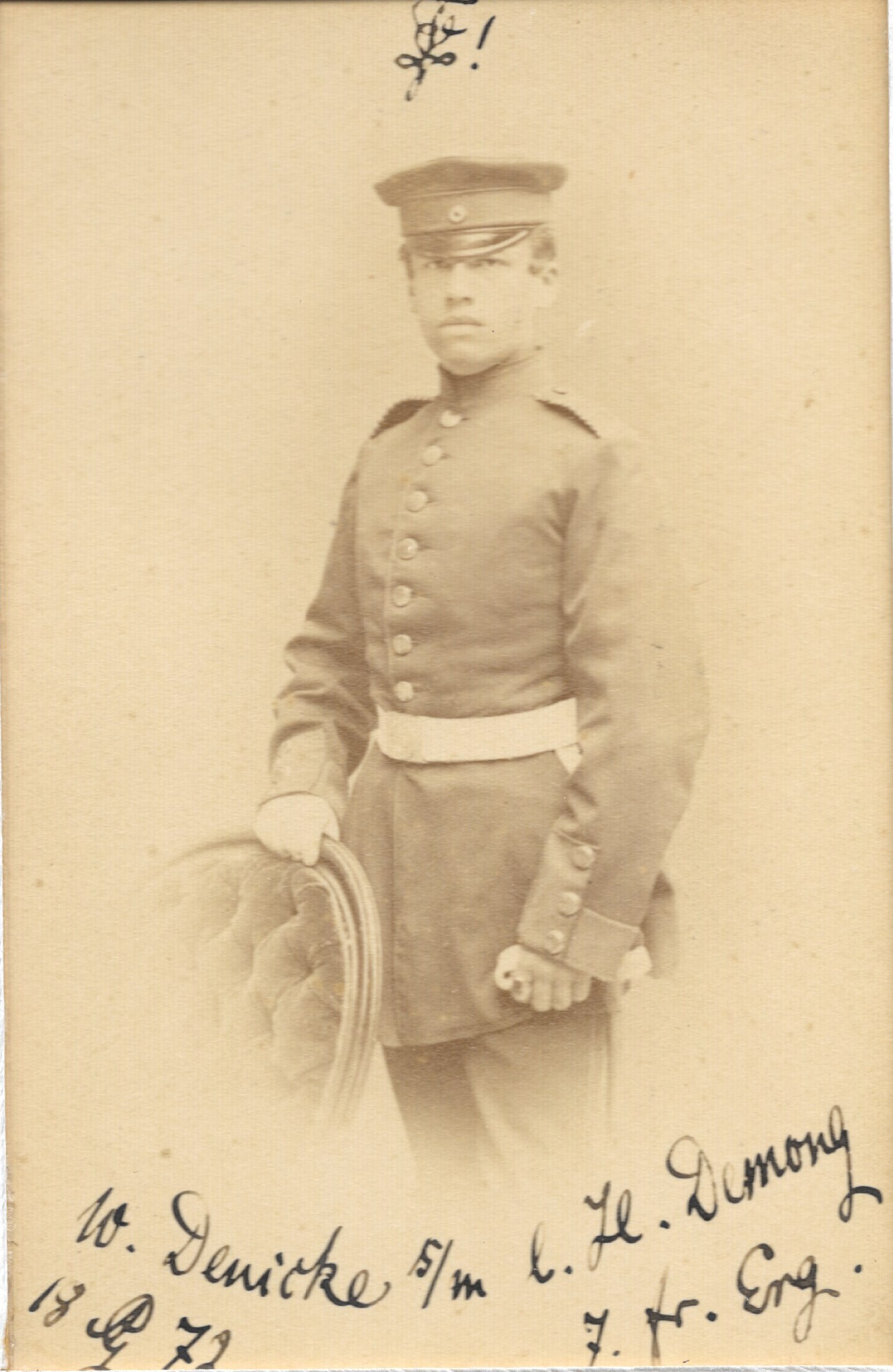
Wilhelm Denicke

Wilhelm Denicke (* 12. September 1852 in Lüneburg; † 19. August 1924 in Celle) war Oberbürgermeister der Stadt Celle.

## Leben
Wilhelm Denicke studierte Rechtswissenschaften an der Universität Göttingen und wurde 1872 Mitglied des Corps Verdensia Göttingen. Nach der Referendarzeit war er ab 1880 als Gerichtsassessor bei der Staatsanwaltschaft Magdeburg tätig. 1881 wurde er Amtsrichter beim Amtsgericht Treysa. Er wechselte 1887 in die Kommunalverwaltung und wurde Stadtsyndikus von Celle. 1895 wurde er als Nachfolger von Otto Hattendorf zum Ersten Bürgermeister gewählt. Er hatte dieses Amt bis 1924 inne. Denicke war von 1894 bis 1919 Mitglied des Provinziallandtages der Provinz Hannover.